# Neoniphon
Neoniphon ist eine Gattung der Husarenfische (Holocentrinae), zu der sechs eher schlanke Arten gezählt werden. Der Gelbgestreifte Husar lebt in der Karibik, die übrigen Arten im tropischen Indopazifik.

## Merkmale
Ihr Körper ist drei- bis viermal länger als hoch. Die Fische haben ein spitzes Maul und einen vorspringenden Unterkiefer. Der letzte Flossenstrahl der ersten, hartstrahligen Rückenflosse ist dem ersten Flossenstrahl der zweiten, weichstrahligen Rückenflosse näher als seinem vorderen Nachbarn. Neoniphon-Arten werden 18 bis 35 Zentimeter lang. Sie sind von rötlicher oder silbriger Farbe und tragen an ihren Flanken Längsstreifen. Der wissenschaftliche Name spielt mit seiner Bedeutung „Neuschnee“ auf die helle Färbung mancher Arten an.

## Systematik
Aktuellen phylogenetischen Untersuchungen zufolge ist die Gattung nicht monophyletisch. Hier die ihr bisher zugerechneten Arten:
- Gattung Neoniphon Castelnau, 1875.
  - Silberflossen-Husarenfisch (Neoniphon argenteus) (Valenciennes in Cuvier & Valenciennes, 1831).
  - Gelbstreifen-Husarenfisch (Neoniphon aurolineatus) (Liénard, 1839).
  - Gelbgestreifter Husar (Neoniphon marianus) (Cuvier in Cuvier & Valenciennes, 1829).
  - Gelber Husar (Neoniphon opercularis) (Valenciennes in Cuvier & Valenciennes, 1831).
  - Neoniphon pencei Copus et al., 2015.
  - Blutfleck-Husarenfisch (Neoniphon sammara) (Forsskål, 1775).